# 의령 상정리 지석묘군
의령 상정리 지석군묘는 대한민국 경상남도 의령군 상정리의 들판 한 가운데 논에 있는 가장 큰 지석묘이다. 경상남도의 기념물 제196호이다. 화정면 상정리 화정중학교 앞 들판에 모두 7기의 고인돌이 흩어져 있는데 이 중 1ㆍ2ㆍ3ㆍ4호는 논 가운데에 있다. 1호는 덮개돌이 길이 2.9m, 너비 2.5m로 납작하며, 아래에는 받침돌이 세워져 있다. 2호의 덮개돌은 길이 2.7m, 너비 1.6m이고, 3호는 길이 2.0m, 너비 1.6m이며, 4호는 길이 1.3m, 너비 0.9m이다. 논 가운데 있는 지석묘군은 자세히 보지 않으면 그냥 지나치기 쉬워 많은 이들이 문화재로 알아보기 어려운 면이 있다.

## 소재지
- 경상남도 의령군 화정면 상정리 711 외 5필지

## 참고 문헌
- 의령 상정리 지석묘군 - 국가유산청 국가유산포털